# Chris van Oosterzee
Christiaan Vincent Gradwell (Chris) van Oosterzee (Weltevreden (Batavia), 20 maart 1922 – Amsterdam, 18 april 1989) was Engelandvaarder en militair.

## Familie
Hij was zoon van Carl Friedrich van Oosterzee (1890-1982) en Frances Mabel Oakes (1890-1992), telg uit het geslacht Van Oosterzee dat is opgenomen in het genealogische naslagwerk Nederland's Patriciaat. Ds. Christiaan Mari van Oosterzee (1854-1912) was zijn grootvader en theoloog prof. dr. Johannes Jacobus van Oosterzee (1817-1882) zijn overgrootvader. Zijn Engelse moeder - afkomstig uit het mijnwerkersdorp Scot Hay bij Stoke-on-Trent - en zijn Duitse grootmoeder - dochter van een aannemer uit Barmen (Wuppertal) - hebben met hun radicaal tegengestelde politieke overtuigingen met betrekking tot de Europese verhoudingen van die tijd, zijn kijk op de wereld beïnvloed en patriottisme aangewakkerd.

Van Oosterzee groeit op samen met zuster ‘Kieks’ en  broertje ‘Keini’ in voormalig Nederlands-Indië, waar zijn vader werkt bij de Bataafse Petroleum Maatschappij. Het gezin verhuist vanwege de crisisjaren op 16 maart 1935 met de ’MS Christiaan Huygens’ van Belawan naar Nederland.

## Biografie

### Eerste oorlogsjaren
Als op 10 mei 1940 nazi-Duitsland het land binnenvalt en Nederland betrekt bij de Tweede Wereldoorlog, is Van Oosterzee 18 jaar en woont bij zijn ouders op Talinglaan 14 in Den Haag. 
Een maand na de inval slaagt hij voor zijn eindexamen HBS en start begin september met een studie werktuigkunde aan de Technische Hogeschool in Delft. Als student raakt hij op 2 november 1940 verwikkeld in een gewelddadige confrontatie tussen leden van de Nederlandsche Unie en een combinatie van de WA en NSB. Tijdens het handgemeen wordt hij door de Sicherheitsdienst gearresteerd en als politieke gevangene geïnterneerd in het ‘Oranjehotel’. Daar is hij getuige van wreedheden die door de bezetters in naam van het ‘Derde Rijk’ worden begaan. Deportatie naar een Duits werkkamp wordt voorkomen dankzij interventie van een Duitse oudneef. Op 1 februari 1941 komt hij door collectieve gratie vrij.

Vanwege razzia’s op de Delftse hogeschool wordt het Van Oosterzee vrijwel onmogelijk gemaakt om zijn studie weer op te pakken. Ook vertikt hij het om voor 10 april 1943 de zogenaamde loyaliteitsverklaring te tekenen en als represaille dreigt hij opgepakt en voor arbeitseinsatz afgevoerd te worden. Om tewerkstelling in Duitsland te ontlopen, duikt hij op 6 mei 1943 onder bij groenteconservenfabrikant Hak in Dussen, samen met Hans Roelink en Jan Hak, zoon van de familie. Het drietal is betrokken bij riskante verzetsactiviteiten in en rond het Land van Altena. Van Oosterzee raakt hierdoor gemotiveerd om zich in een professionele vorm voor het vaderland in te zetten bij het bestrijden van de vijand. Begin november 1943 keert hij terug naar huis om zich voor te bereiden naar Engeland te vluchten en dienst te nemen bij de geallieerde krijgsmacht.

Roelink en Hak worden na verraad op 15 juni 1944 in een val gelokt en overleven de oorlog niet.

### Engelandvaart
Een poging om met een zeilboot de Noordzee over te steken, strandt vanwege ongunstig weer en strenge blokkades. 
Daarop kiest Van Oosterzee voor de zuidelijke vluchtroute, via België en Frankrijk.
Op 11 januari 1944 verlaat hij Nederland dankzij bemiddeling van ds. Antoon ten Kate van het Comité tot steun van Nederlandse Oorlogsslachtoffers in België, een aangetrouwd familielid. Hij wordt voor drie dagen opgevangen op een schuiladres aan Stévinstraat 89 in Brussel en treft daar Engelandvaarder Sam Timmers Verhoeven. Het ondergrondse netwerk ‘Dutch-Paris’ verschaft het duo valse legitimatiebewijzen, vluchtroutes en reispassen. Vermomd reizen ze naar Parijs, Timmers Verhoeven als boekhouder uit Dieppe en Van Oosterzee als arbeider bij de Atlantikwall op retour van verlof naar Belleville en komen op 15 januari aan op station ‘Gare du Nord’. Het tweetal verblijft op 56, Rue Monsieur le Prince, het adres van Albert Starink en in ‘Hôtel des Mines’. Tijdens dit oponthoud van drie weken breidt de groep uit met Engelandvaarders Roger Bureau, Gijs den Besten, Han Langeler, Johannes Sinnige en Ferry Staverman.

#### Eerste vluchtpoging

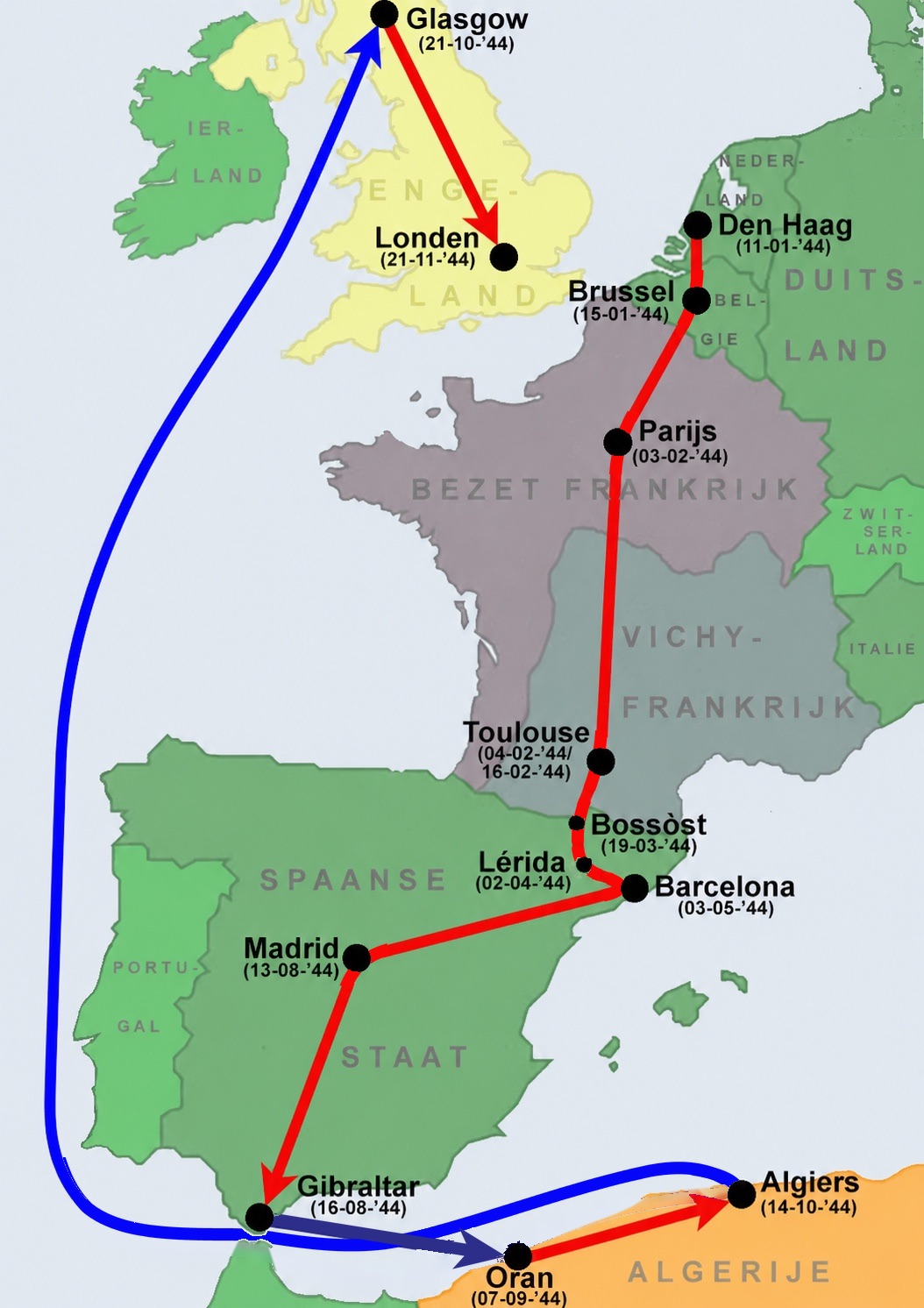
Vluchtroute van Engelandvaarder Chris van Oosterzee van Den Haag naar Londen, met vertrekdata

Voorzien van nieuwe instructies en valse papieren vertrekt het gezelschap op 3 februari 1944 per nachttrein vanaf station ’Gare d'Austerlitz’ richting Toulouse, met als doel om Engeland via de neutrale Spaanse Staat te bereiken. Bij aankomst op station ‘Gare de Toulouse-Matabiau’ wordt het door ’maquisards’ opgevangen en maakt tijdens het ontbijt in het etablissement 'Chez Emile' kennis met een aantal andere vluchtelingen. Antoon Bartmann, David Blanes, Ajaan Hijmans, Vic Lemmens, Jan Pieter de Veer en John MacLaughlin, een piloot van de RAAF, versterken het gezelschap. De lokale ‘passeurs’, "Palo" - alias van Pierre Treillet - en "Mireille" - alias van Henri Marot - begeleiden de Engelandvaarders tot de Spaanse grens. Nog dezelfde avond vervolgt de reis per stoptrein richting de Comminges en na een nacht te hebben doorgebracht in een leegstaand pand in Cazères, rijdt men per wagen tot vlak onder de Pyreneeën. Om niet door nazi-patrouilles te worden opgemerkt, voert het laatste deel van de vluchtroute ‘s nachts te voet over hoge en verlaten bergpassen. Voorbij Mane verdubbelt het gezelschap door aanwas van een verzameling vluchtende vliegeniers van de USAAF 
en RAF tot een konvooi van 26 man. De plaatselijke burgemeester signaleert een aantal per taxi's gearriveerde vreemdelingen met hun bagage en krijgt argwaan. Zoals gebruikelijk rapporteert hij zijn observatie, ten onrechte veronderstellend dat de vijandelijke autoriteit dit niet zal oppikken.

Ondanks hevige sneeuwstorm start de riskante operatie op zondag 5 februari 1944 om tien uur ‘s avonds. De route van ruim 50 km gaat van Arbas (407 m) via Tuc de la Casse (1.478 m), Col de Portet-d'Aspet (1.069 m), Col d'Artigascou (1.348 m), het dal van Melles (580 m) en Col de Puymaurin (1.623 m) naar de Spaanse grensplaats Canejan. Als de vluchtelingen de volgende morgen op 6 februari 1944 rond 11.30 uur na een rustpauze van twee uur in een berghut bij Col de Portet-d'Aspet vertrekken, worden ze door een bewapende nazi-patrouille op ski’s opgewacht. Een gids ziet de oren van een herdershond boven een rotsblok uitsteken en slaat alarm, waarop er geschoten wordt. In paniek vluchten de meesten terug in de hut en worden overmeesterd. Twee derde van de Engelandvaarders en de helft van de vliegeniers wordt gearresteerd. Na op 8 februari 1944 door de nazi-grenspolitie van het commissariaat Foix aan verhoor te zijn onderworpen, worden ze naar gevangenissen, krijgsgevangenen- en concentratiekampen gedeporteerd.

De gidsen weten met slechts elf vluchtelingen, waaronder Den Besten, Bureau, Timmers Verhoeven en zeven piloten aan de kogels te ontkomen. 
Ook Van Oosterzee ontglipt door 'zigzag' de bergen in te vluchten. Terwijl "Mireille" de nazi's succesvol afleidt, verzamelt "Palo" de ontsnapte vluchtelingen en brengt een aantal van hen terug naar Cazères. Na een week worden ze in Toulouse ondergebracht op zolder van een gelegenheid die dienstdoet als bordeel voor Duitse soldaten en daardoor geen argwaan wekt.

#### Tweede vluchtpoging
Op 16 februari 1944 onderneemt Van Oosterzee een nieuwe poging via een andere route. Met een konvooi vluchtelingen, waaronder twaalf Engelandvaarders, reist hij per trein van Toulouse naar station ‘Saint-Laurent/Saint-Paul’. Men trekt vanuit het dal van de Barousse met een wijde boog rond Bagnères-de-Luchon, waar zich het centrum van de nazi-grenspatrouille bevindt. Door hevige sneeuwval strandt dit konvooi voortijdig en keert terug naar Toulouse.

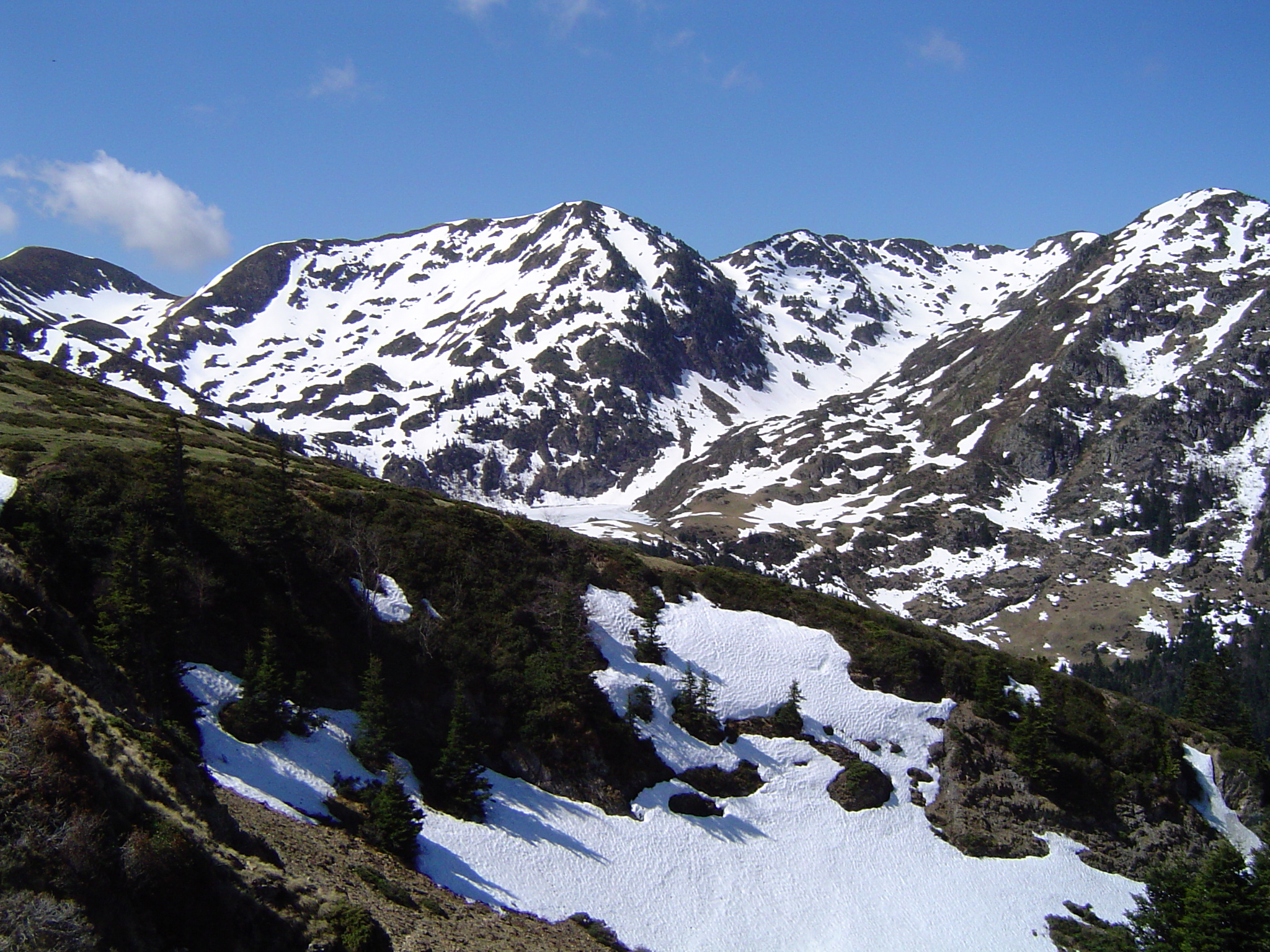
Massief van de Barousse en het
meer van Bareilles; links Col du Lion.

Van Oosterzee en Nicholas Mandell besluiten in de Pyreneeën achter te blijven. Ze haken aan bij een konvooi van 37 vluchtelingen, waaronder de Amerikaanse vliegenier - later kolonel - Victor Ferrari. De leiding is in handen van gids "Charbonnier" - alias van Jean-Louis Bazerque - en twee bewapende passeurs.
De route start bij Gerlé (685 m) in het rivierdal van de Nistos, voert door een ijskoude bergbeek naar Col de Sonères (1.685 m) en langs een steile bergwand naar de bergerie van Artigue-Longue (1.538 m) bij het meer van Bareilles. Onderweg raken ze door sneeuwstorm ingesneeuwd en na een verblijf van een maand onder erbarmelijke omstandigheden in verlaten herdershutten, de ‘Cabanes de Jézeau’ (1.796 m), wordt de tocht op 16 maart 1944 gecontinueerd. Het pad vervolgt via Col du Lion (2.031 m) naar Saint-Aventin (824 m) in het dal van de Larboust, om vervolgens onderlangs Superbagnères (1.237 m) en het dal van de Pique (864 m) het ‘Hospice de France’ (1.385 m) te passeren. Na ruim 50 km en vijf nachten klauteren en worstelen door sneeuw en ijs, wordt op 19 maart 1944 voorbij Col de Barèges (1.749 m) succesvol de Spaanse grensplaats Bossòst bereikt.

#### Spanje
Daar aangekomen, worden de vluchtelingen direct door de Guardia Civil gearresteerd en overgebracht naar Viella. Na nog een uitputtende bergtocht te voet van ruim 40 km naar Esterri d'Àneu en een rit per truck naar Sort, wordt Van Oosterzee in de gevangenis door de Guardia Civil verhoord. Dankzij bemiddeling van de Nederlandse consul krijgt hij op 31 maart 1944 een nieuw Nederlands paspoort en wordt vanwege gefingeerde minderjarigheid vrijgelaten. Dan volgt een busreis naar Lérida waar hij tijdens een verblijf van een paar weken zijn lotgenoten treft - waaronder Langeler, Lemmens en Timmers Verhoeven - die op 28 maart 1944 de grens zijn overgestoken.

Via Barcelona reist Van Oosterzee per trein naar Madrid, waar de Englandvaarders worden opgevangen door het Nederlandse Consulaat-Generaal. Aangevuld met Guus van Weezel Errens melden ze zich voor vrijwillige militaire dienst en worden ingedeeld bij een konvooi onder leiding van kapitein Ko de Feijter. Omdat Engeland vanwege ‘Operatie Overlord’ zijn grenzen voor buitenlanders heeft gesloten, krijgt hij het bevel om via de Amerikaanse marinebasis in Oran naar Amerika te reizen en zich vervolgens in Nederlands West-Indië bij het Koninklijk Nederlandsch-Indisch Leger (KNIL) te voegen. Op 12 augustus 1944 ontvangt Van Oosterzee van de Amerikaanse Consulaire Dienst in Madrid een ‘Green Card’, waarmee hij toestemming krijgt voor transfer via een Noord-Amerikaanse haven naar Suriname of Curaçao.

#### Noord-Afrika
Het konvooi reist op 13 augustus 1944 per trein naar de Britse kroonkolonie Gibraltar voor de overtocht naar Oran en na een verblijf van vijf maanden op Spaanse bodem verlaat Van Oosterzee op 16 augustus 1944 met de ‘HMS Tenderfoot’ het Europese vasteland. 
Als het konvooi daar op 17 augustus arriveert, krijgt het kort voor vertrek naar Amerika een dienstbevel om in Algerije te blijven. De prognose is dat Engeland binnen afzienbare tijd wordt opengesteld en in afwachting daarvan wordt het konvooi ondergebracht in het doorgangskamp ‘Lion Mountain’. Na een oponthoud van drie weken in dit kamp, wordt Van Oosterzee op 7 september per trein naar het Hoofdkwartier van de Geallieerde strijdkrachten (AFHQ) in Algiers overgebracht, om van daaruit de oversteek naar Engeland te maken. Bij aankomst wordt het konvooi niet bij voorbaat vertrouwd en voor vijf weken geïnterneerd in POW camp 203 - ‘Maison Carrée‘ (El Harrach) -  bij Fort de l’Eau (Bordj El Kiffan), een krijgsgevangenenkamp voor Duitse en Italiaanse nazi’s van het Afrikakorps.

#### Engeland

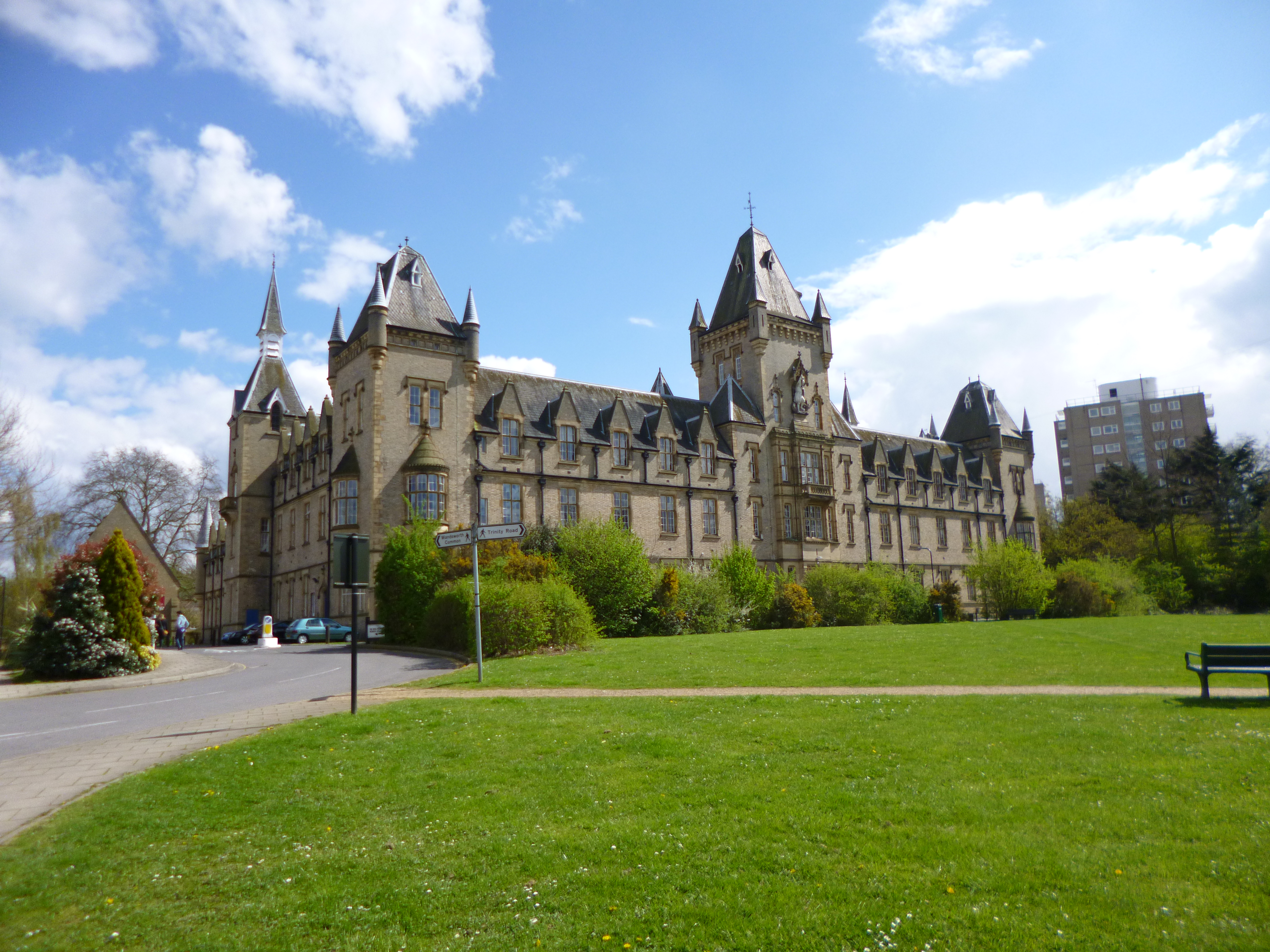
Royal Victoria Patriotic School, Wandsworth, Londen

Op 14 oktober slaagt Van Oosterzee om in Algiers bij het Engelse stoomschip ‘SS Eastern Prince’ in te schepen en arriveert met een aantal van zijn lotgenoten op 21 oktober 1944 in de haven van Glasgow.
Binnen een maand wordt hij in Londen door successievelijk officieren van de contra-spionagedienst MI5 in de Patriotic School (R.V.P.S.) en de Politie Buitendienst van het Nederlands Departement van Justitie in 82, Eaton Square stevig verhoord en getest op betrouwbaarheid, om aansluitend op 21 november te worden ondergebracht in het safehouse ’Florys House’ bij Wimbledon Park.

Vanwege zijn ambitie om bij te dragen aan de bevrijding van Nederlands-Indië van de Japanners, meldt Van Oosterzee zich bij de Nederlandse Krijgsmacht in Londen. Hij wordt geplaatst bij de Prinses Irene Brigade in Wolverhampton, om daarop als oorlogsvrijwilliger naar Australië uitgezonden te worden.

### Australië
Op 16 januari 1945 begeeft Van Oosterzee zich in het kader van de maritieme militaire operatie ‘Leander’ met het troepentransportschip ’QSMV Dominion Monarch’ van Liverpool naar Sidney, waar hij op 21 februari arriveert. Hij wordt gestationeerd op ’Camp Columbia in Wacol bij Brisbane, zetel van de Nederlands-Indische regering in ballingschap. Gedurende de ene helft van de dag neemt hij deel aan militaire trainingen van kapitein Dick Berlijn sr. en tijdens de andere wordt hij verplicht om een opleiding op de bestuursschool te volgen. Het Nederlands-Indisch Departement van Oorlog verwacht een tekort aan binnenlandse bestuurders na een eventuele capitulatie van Japan. Het traject wordt voltooid met een jungle-training op ‘Camp Casino’ en commando-opleiding bij de Australian Jungle Warfare School in Canungra, onder leiding van kapitein Ferry Meijnderts. Op 14 september 1945 wordt hij door de commandant van Camp Columbia, luitenant-kolonel Gerard de Stoppelaar, beëdigd en aangesteld als tweede luitenant der Infanterie bij de Netherlands Indies Civil Administration (NICA).

### Oorlogsvrijwilliger in Nederlands-Indië

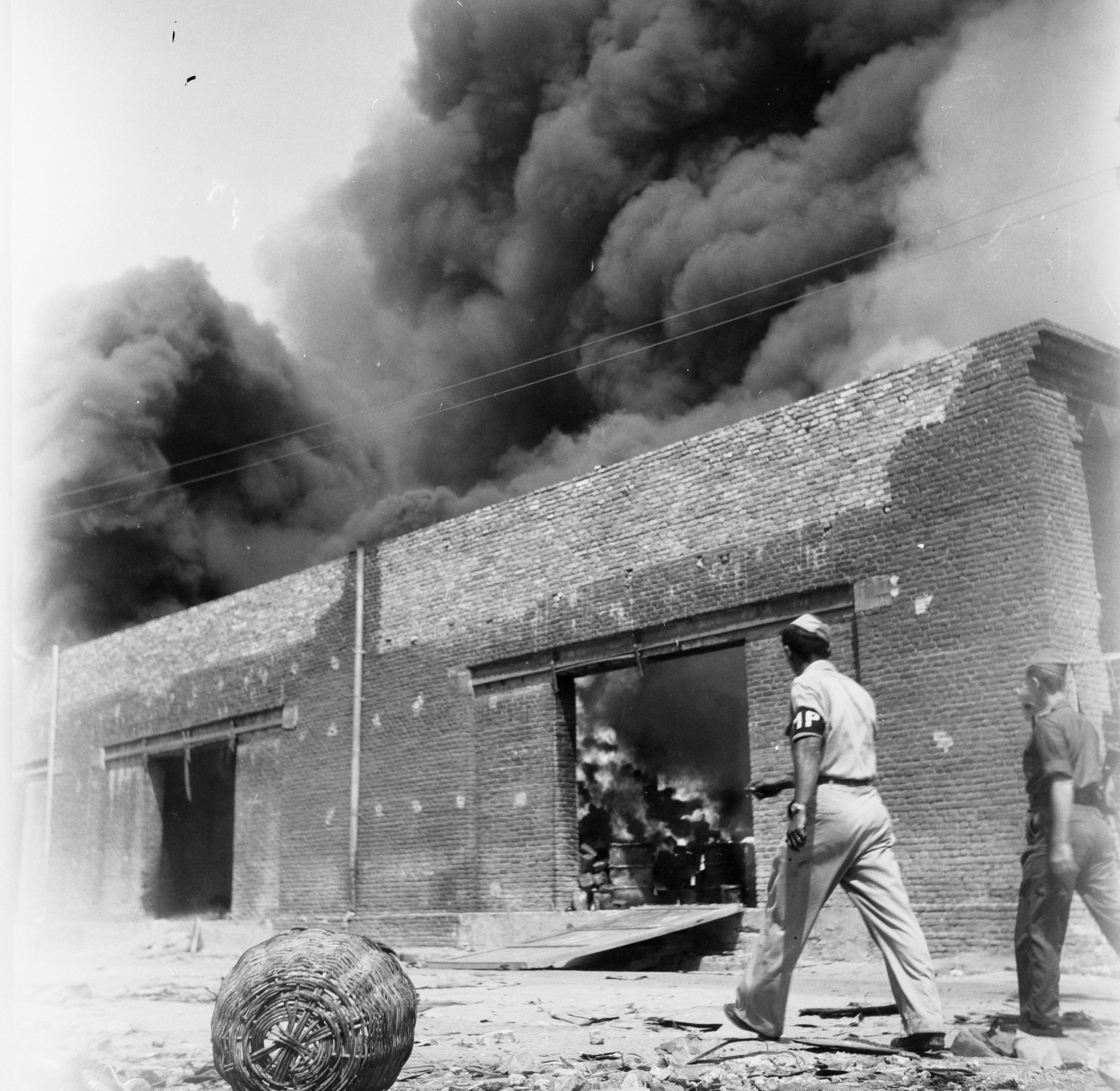
Onlusten in Makassar (december 1946)

Direct wordt Van Oosterzee naar ‘Camp Malin’ bij Aitape in Nieuw-Guinea uitgezonden en - nadat de geallieerden Nederlands-Indië hebben verlaten - naar Makassar. Hoewel hij naar Indië is teruggekeerd met de intentie om de Japanse bezetter te verdrijven, wordt hij ingezet om de Indonesische vrijheidsstrijd te onderdrukken en dat brengt hem in gewetensconflict. Na de overgave van Japan op 2 september 1945 is zijn missie als oorlogsvrijwilliger de jure voltooid en hij ziet voor zichzelf geen rol weggelegd bij het koloniale bewind. De spanningen tijdens de Bersiap-periode lopen echter zo hoog op dat hij - ondanks zich als vrijwilliger te hebben aangemeld - tegen zijn zin “onmisbaar” wordt verklaard. De Nederlands-Indische legerleiding weigert om hem dispensatie te verlenen, bevordert hem tot eerste luitenant en beveelt wederrechtelijk om in dienst te blijven. Als controleur Binnenlands Bestuur bij de NICA en verbindings- en transportofficier bij het KNIL, de KNILM, ML-KNIL en Marine raakt hij ongewild verwikkeld in de gruwelijkheden van de Indonesische onafhankelijkheidsstrijd in Celebes.

Intussen trouwt Van Oosterzee op 28 maart 1946 met ‘de handschoen’ te Makassar/Wassenaar Palli Worp en sticht een gezin. Herhaaldelijk reist hij van Makassar naar de legerleiding in Batavia - een bootreis van ruim 3.000 km - met het verzoek om repatriëring. Uiteindelijk wordt hij na vier jaar dienst pas eind 1948 gedemobiliseerd en afgescheept. Het Commissariaat voor Indische Zaken stelt zich op het standpunt dat oorlogsvrijwilligers geen aanspraak kunnen maken op arbeidsrechten en wettelijke vergoedingen. Zelfs een gedetailleerd verzoekschrift hiertoe aan de Minister van Overzeese Gebiedsdelen  Johannes van Maarseveen wordt zonder motivatie afgewezen. Voor dit onrecht heeft de Nederlandse staat zijn verzaakte verantwoordelijkheid, zoals bij zoveel schrijnende gevallen in gelijksoortige omstandigheden uit die periode in Nederlands-Indië, nooit erkend.

### Na de oorlog
Berooid en gedesillusioneerd arriveert Van Oosterzee met zijn gezin op 24 november 1948 aan boord van het repatriëringsschip ’M.S. Johan van Oldebarnevelt’ in Nederland. Na vijf jaar afwezigheid vindt hij moeizaam een betrekking als procuratiehouder bij de Nederlandsche Handel-Maatschappij in Amsterdam. Medio 1949 wordt hij door de directie uitgezonden naar Azië en is aanvankelijk werkzaam in Jakarta. Als vanaf eind 1950 voormalige KNIL-militairen en hun gezinnen (waaronder 12.500 Molukkers) het land worden uitgezet omdat ze door de Indonesische overheid worden gezien als collaborateurs, wordt Van Oosterzee door zijn werkgever overgeplaatst naar het kantoor in Singapore.

Na daar ruim tien jaar te hebben gediend, wordt hij begin 1962 uitgezonden naar Dar es Salaam. Omdat zijn gezin niet kan meeverhuizen, stapt hij op en keert terug naar Nederland. Hij vindt een werkkring met dezelfde functie bij vestigingen van de Rotterdamsche Bank in respectievelijk Rotterdam en Enschede. Zijn carrière wordt besloten in Hattem, waar hij vanaf maart 1966 wordt aangesteld als directeur van een filiaal van de AMRO-bank en een aantal bestuursfuncties bekleedt. Van Oosterzee lijdt aan het KZ-syndroom en gaat eind 1976 om gezondheidsredenen vervroegd uit dienst. Hij geniet zijn pensioen in Frankrijk tot hij in het voorjaar van 1989 door een longziekte wordt getroffen. Kort daarna overlijdt hij op 67-jarige leeftijd in Amsterdam.

## Trivia
- Jan Hak[63] en Hans Roelink,[64] met wie Van Oosterzee in 1943 was ondergedoken in het Land van Altena, worden op 15 juni 1944 bij een door de Sicherheitsdienst gefingeerde wapendropping bij Helvoirt in de val gelokt en op 29 juli 1944 bij Kamp Vught gefusilleerd.[65]
- Op 13 November 1943 stort de USAAF bommenwerper “Big Dog”[66] na een missie boven Bremen neer in het Meppelerdiep bij Zwartsluis.[67] Van de tien bemanningsleden worden er zeven gearresteerd en naar een kamp voor krijgsgevangenen gedeporteerd. Radio-operator Nicholas Mandell, bombardier Omar Roberts en navigator Victor Ferrari weten zich met een parachute in veiligheid te brengen en slagen om onder te duiken. Mede dankzij verzetsstrijder Joke Folmer en het netwerk van Dutch-Paris zijn ze naar de Spaanse grens gesmokkeld. Mandell en Roberts ontmoeten Van Oosterzee tijdens de mislukte eerste vluchtpoging in de Pyreneeën. Mandell ontkomt bij de razzia op Col de Portet-d’Aspet, Roberts wordt gearresteerd en als krijgsgevangene geïnterneerd in Stalag Luft I.
 Ferrari is vanwege ziekte in Parijs opgehouden en vlucht een paar weken later naar de Pyreneeën. Per toeval treft hij Mandell en Van Oosterzee bij hun tweede vluchtpoging en gezamenlijk trekken ze de Spaanse grens over. De drie vliegeniers hebben, evenals de andere bemanningsleden van de “Big Dog”,[68] de oorlog overleefd.[69][70][71]
- Engelandvaarders Han Langeler - die al eerder een mislukte vluchtpoging ondernam - en Vic Lemmens zijn bij de razzia in Portet-d'Aspet gearresteerd en naar de Toulousaanse gevangenis Saint Michel gedeporteerd. Na een maand weten ze te ontsnappen door van een rijdende vrachtwagen te springen. Ze komen elkaar per toeval weer tegen bij een kapper en steken op 28 maart 1944, in het konvooi waar Sam Timmers Verhoeven[72] deel van uitmaakt, de Spaanse grens over.

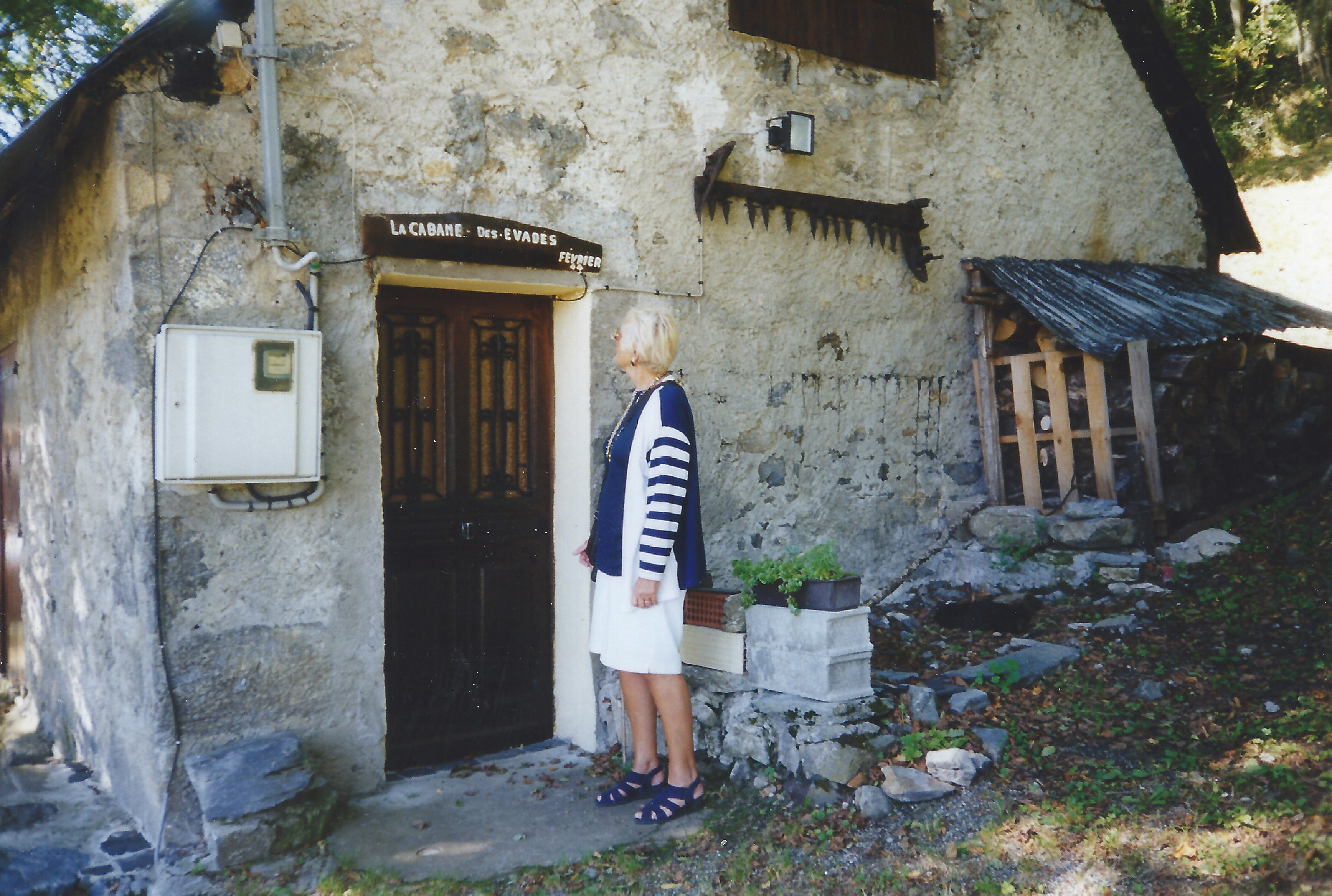
Col de Portet d'Aspet - Cabane des Evadés

- Een groot deel van de tijdens de razzia op Col de Portet-d'Aspet gearresteerde Engelandvaarders is direct naar concentratiekampen gedeporteerd. Antoon Bartmann, David Blanes, Ajaan Hijmans, Johannes Sinnige, Ferry Staverman en Jan Pieter de Veer zijn daar om het leven gebracht. Roger Bureau weet op Col de Portet-d'Aspet te ontsnappen, maar wordt een paar weken later alsnog opgepakt en geëxecuteerd tijdens de massamoord van Gardelegen.
- Ter nagedachtenis aan de slachtoffers van het verraad op Col de Portet-d'Aspet is op initiatief van de Fransman Jean-Louis Béraza (1945-1996) en in samenwerking met nabestaanden, tegenover de ’Cabane des Evadés’ waar het bloedbad plaatsvond, in 1990 een monument[73] opgericht.

## Onderscheidingen
Aan Van Oosterzee zijn de volgende onderscheidingen uitgereikt:

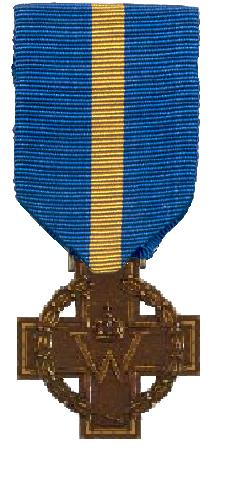
Kruis van Verdienste (2)
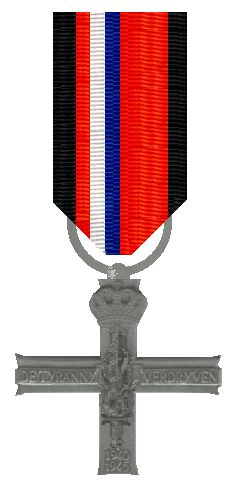
Verzetsherdenkingskruis

Van Oosterzee werd tweemaal onderscheiden met het Kruis van Verdienste. De eerste toekenning werd verleend wegens “het voorbereiden en uitvoeren van een ontsnappingsplan uit bezet Nederland, waarmee hij na vele moeilijkheden Engeland bereikte”. De tweede onderscheiding volgde voor zijn verdere bijdragen aan de geallieerde oorlogsinspanningen als lid van de Nederlandse strijdkrachten in ballingschap. Daarnaast ontving hij het Verzetsherdenkingskruis, een officiële onderscheiding ter erkenning van zijn verdiensten binnen het Nederlandse verzet tijdens de Tweede Wereldoorlog.